# Renault Type X
La Renault Type X est un modèle d'automobile du constructeur automobile Renault de 1905.

## Historique
Le Type X existe en trois versions (a, b et c).